# Saison 1979-1980 du Stade quimpérois
Maillots
Chronologie
Saison précédente Saison suivante
La saison 1979-1980 du Stade quimpérois débute le 11 août 1979 avec la première journée du Championnat de France de Division 2 (Groupe A), pour se terminer le 21 mai 1980 avec la dernière journée de cette compétition.
Le Stade Quimpérois est également engagé en Coupe de France où il atteint les 16e de finale tour (éliminé par le Paris FC, club de Division 2, quatre buts à un sur l'ensemble des deux matchs (1-2 et 0-2).

## Résumé de la saison

### Une saison moyenne en D2, un beau parcours en Coupe

#### En Division 2
Après une saison en Division 2 moyenne avec une 13e place à 8 points de la relégation, le club quimpérois est en Division 2 pour une quatrième saison consécutive à ce niveau, huitième au total. La saison débute assez mal puisque le club enchaîne bons résultats à domicile et déconvenues à l'extérieur. Dès lors, le club remonte dans légèrement le classement, voyageant entre la 11e et la 14e place. Bien que le club ait des résultats moyens, le public assiste nombreux au derby contre l'EA Guingamp puisque 8 006 spectateurs se rendent au Stade de Penvillers pour voir le Stade Quimpérois s'incliner deux buts à zéro. Durant le milieu de la saison, le club enchaîne victoire à domicile et défaite à l'extérieur. Après cela, les quimpérois enchaînent avec une seconde partie de saison bien meilleure avec notamment 6 matchs sans défaites permettant au club d'atteindre son meilleur classement de la saison, en effet le club vogue durant 6 journées à la 10e place. La fin de saison du club est mauvaise avec seulement 3 points engrangés lors des 8 derniers matchs. À la suite de cela, le club termine finalement à la 12e place à 6 points de l'Amicale de Lucé, premier club relégable, l'UES Montmorillon ayant été sauvé à la suite du refus de montée de l'ASP Vauban Strasbourg.

#### En Coupe de France
En Coupe de France, les quimpérois commencent leur parcours à Concarneau, affrontant l'Hermine Concarneau, club au niveau régional, pour le compte du 6e tour. Au Stade Yves-Tual, les quimpérois remportent un match marqué par un nombre de buts importants puisque le club s'impose six buts à quatre. Au tour suivant, le club se rend à Redon pour y affronter l'USSC Redon, club jouant en Division d'Honneur. A l'extérieur, les quimpérois s'imposent sur la plus petite des marges, un but à zéro. Lors des 32e de finale, le club affrontent l'UES Montmorillon, jouant dans le même groupe que les quimpérois et ayant battu les quimpérois, deux mois auparavant. Au Stade Henri-Desgrange, devant seulement 575 spectateurs, les quimpérois surclassent leurs adversaires, menant trois buts à zéro à la mi-temps et remportant finalement le match cinq buts à un, le quimpérois Bernard Goraguer signe un triplé et Hervé Guermeur, un doublé. En 16e de finale, le club affronte le Paris FC, club relégué de première division. Au match aller, le Stade quimpérois s'inclinent deux buts à un dans un Stade de Penvillers rempli par 3 136 spectateurs. Au match retour, dans un Parc des Princes, à majorité vide, seulement 2 268 spectateurs, le Stade Q s'inclinent de nouveau, cette fois-ci deux buts à zéro et est éliminé en 16e de finale pour la seconde fois consécutive. Quant au Paris FC, le club parisien sera éliminé en demi-finale par l'US Orléans, finaliste surprise de cette édition.

## L'effectif de la saison
Ce tableau récapitule l'effectif du Stade quimpérois, lors de cette saison,.
| Poste | Nat. | Nom                   | Naissance         | Sélection | Championnat | Championnat | Coupe France | Coupe France | Total Saison | Total Saison |
| Poste | Nat. | Nom                   | Naissance         | Sélection | M           | But inscrit | M            | But inscrit  | M            | But inscrit  |
| ----- | ---- | --------------------- | ----------------- | --------- | ----------- | ----------- | ------------ | ------------ | ------------ | ------------ |
| G     | FRA  | Jean-Marie Lachivert  | 25 août 1958      | -         | 29          | 0           | 3            | 0            | 32           | 0            |
| G     | FRA  | Jean-Yves Larzul      | 12 avril 1951     | -         | 4           | 0           | 0            | 0            | 4            | 0            |
| G     | FRA  | Stéphane Ollu         | 11 septembre 1960 | -         | 1           | 0           | 0            | 0            | 1            | 0            |
| D     | FRA  | Gérard Thomas         | 10 mai 1949       | -         | 5           | 0           | 0            | 0            | 5            | 0            |
| D     | FRA  | Jean-Yves Lecoeur     | 21 juillet 1948   | -         | 32          | 3           | 3            | 0            | 35           | 3            |
| D     | FRA  | Yvan Le Breton        | 21 juin 1959      | -         | 1           | 0           | 0            | 0            | 1            | 0            |
| D     | FRA  | Claude Gestin         | 24 septembre 1955 | -         | 21          | 0           | 0            | 0            | 21           | 0            |
| M     | FRA  | Hervé Guermeur        | 12 février 1949   | -         | 32          | 1           | 3            | 2            | 35           | 3            |
| M     | FRA  | Jean-Paul Bouffandeau | 29 mars 1949      | -         | 31          | 6           | 3            | 0            | 34           | 6            |
| M     | FRA  | Jean-Michel Madec     | 18 mai 1960       | -         | 4           | 0           | 1            | 0            | 5            | 0            |
| M     | FRA  | Gérard Déru           | 4 octobre 1951    | -         | 29          | 1           | 3            | 0            | 32           | 1            |
| M     | FRA  | Jacques Castellan     | 17 octobre 1945   | -         | 19          | 8           | 2            | 0            | 21           | 8            |
| M     | FRA  | Patrick Bouricot      | 1er février 1953  | -         | 26          | 1           | 3            | 0            | 29           | 1            |
| M     | FRA  | Jean-François Bideau  | 22 février 1957   | -         | 30          | 0           | 3            | 0            | 33           | 0            |
| M     | FRA  | Thierry Reiller       | 5 mai 1960        | -         | 19          | 0           | 1            | 0            | 20           | 0            |
| A     | FRA  | Jean Gall             | 9 mai 1957        | -         | 1           | 0           | 0            | 0            | 1            | 0            |
| A     | FRA  | André Hémon           | 31 octobre 1952   | -         | 20          | 0           | 3            | 0            | 23           | 0            |
| A     | FRA  | Thierry Raphalen      | 3 novembre 1960   | -         | 11          | 1           | 3            | 1            | 14           | 2            |
| A     | FRA  | Hervé Guégan          | 26 juin 1963      | -         | 1           | 0           | 0            | 0            | 1            | 0            |
| A     | FRA  | Bernard Goraguer      | 20 mai 1948       | -         | 26          | 5           | 3            | 3            | 29           | 8            |
| A     | FRA  | Claude Louarn         | 19 août 1960      | -         | 20          | 4           | 0            | 0            | 20           | 4            |
| A     | FRA  | Serge Barrientos      | 11 avril 1949     | -         | 32          | 6           | 3            | 0            | 35           | 6            |

## Les rencontres de la saison

### Liste
Liste des matchs du Stade quimpérois, cette saison,,.
| Match | Date          | Compétition     | Tour          | Adversaire         | Lieu ¹ | Score | Affluence |
| ----- | ------------- | --------------- | ------------- | ------------------ | ------ | ----- | --------- |
| 1     | 11 août       | Division 2      | 1             | Angoulême          | E      | 0-3   | 2 650     |
| 2     | 18 août       | Division 2      | 2             | Montmorillon       | D      | 3-2   | 2 336     |
| 3     | 25 août       | Division 2      | 3             | Chaumont           | E      | 0-2   | 2 139     |
| 4     | 1er septembre | Division 2      | 4             | Reims              | D      | 0-0   | 3 042     |
| 5     | 8 septembre   | Division 2      | 5             | Rennes             | E      | 0-6   | 11 481    |
| 6     | 15 septembre  | Division 2      | 6             | Lucé               | E      | 1-1   | 1 733     |
| 7     | 22 septembre  | Division 2      | 7             | Blois              | D      | 2-0   | 1 273     |
| 8     | 29 septembre  | Division 2      | 8             | Le Havre           | E      | 1-4   | 7 679     |
| 9     | 6 octobre     | Division 2      | 9             | Nœux-les-Mines     | D      | 3-0   | 1 390     |
| 10    | 13 octobre    | Division 2      | 10            | Limoges            | E      | 1-1   | 2 368     |
| 11    | 20 octobre    | Division 2      | 11            | Châteauroux        | D      | 4-2   | 2 054     |
| 12    | 27 octobre    | Division 2      | 12            | Besançon           | E      | 1-2   | 2 373     |
| 13    | 31 octobre    | Division 2      | 13            | Guingamp           | D      | 0-2   | 8 006     |
| 14    | 3 novembre    | Division 2      | 14            | Dunkerque          | E      | 2-4   | 1 140     |
| 15    | 10 novembre   | Division 2      | 15            | Orléans            | D      | 2-1   | 1 282     |
| 16    | 17 novembre   | Division 2      | 16            | Tours              | E      | 1-3   | 3 303     |
| 17    | 24 novembre   | Division 2      | 17            | Rouen              | D      | 2-0   | 1 519     |
| 18    | 1er décembre  | Division 2      | 18            | Montmorillon       | E      | 1-2   | 1 621     |
| 19    | 8 décembre    | Division 2      | 19            | Chaumont           | D      | 3-1   | 1 250     |
| 20    | 15 décembre   | Coupe de France | 6e tour       | Hermine Concarneau | E      | 6-4   | -         |
| 21    | 22 décembre   | Division 2      | 20            | Reims              | E      | 1-3   | 1 886     |
| 22    | 12 janvier    | Coupe de France | 7e tour       | Redon              | E      | 1-0   | -         |
| 23    | 19 janvier    | Division 2      | 21            | Rennes             | D      | 1-1   | 4 185     |
| 24    | 26 janvier    | Division 2      | 22            | Lucé               | D      | 2-1   | 1 050     |
| 25    | 2 février     | Division 2      | 23            | Blois              | D      | 1-1   | 643       |
| 26    | 9 février     | Coupe de France | 32e de finale | Montmorillon       | N      | 5-1   | 575       |
| 27    | 16 février    | Division 2      | 24            | Le Havre           | D      | 0-0   | 1 689     |
| 28    | 23 février    | Division 2      | 25            | Nœux-les-Mines     | E      | 2-0   | 1 274     |
| 29    | 1er mars      | Division 2      | 26            | Limoges            | D      | 1-0   | 1 542     |
| 30    | 8 mars        | Coupe de France | 16e de finale | Paris FC           | D      | 1-2   | 3 136     |
| 31    | 16 mars       | Coupe de France | 16e de finale | Paris FC           | E      | 0-2   | 2 268     |
| 32    | 22 mars       | Division 2      | 27            | Châteauroux        | E      | 0-1   | 513       |
| 33    | 29 mars       | Division 2      | 28            | Besançon           | D      | 0-2   | 1 081     |
| 34    | 5 avril       | Division 2      | 29            | Guingamp           | E      | 1-3   | 3 558     |
| 35    | 19 avril      | Division 2      | 30            | Dunkerque          | D      | 1-0   | 913       |
| 36    | 25 avril      | Division 2      | 31            | Orléans            | E      | 0-1   | 1 097     |
| 37    | 3 mai         | Division 2      | 32            | Tours              | D      | 1-1   | 2 151     |
| 38    | 17 mai        | Division 2      | 33            | Rouen              | E      | 0-1   | 1 238     |
| 39    | 21 mai        | Division 2      | 34            | Angoulême          | D      | 0-3   | 501       |

- 1 N : terrain neutre ; D : à domicile ; E : à l'extérieur ; drapeau : pays du lieu du match international ; () tirs au but

### Affluence
L'affluence à domicile du Stade Quimpérois atteint un total, :
- de 35 264 spectateurs en 17 rencontres de Division 2, soit une moyenne de 2 074/match.
- de 3 136 spectateurs en une rencontre de Coupe de France, soit une moyenne de 3 136/match.
- de 38 400 spectateurs en 18 rencontres au total, soit une moyenne de 2 133/match.

Affluence du Stade Quimpérois à domicile

## Bilan des compétitions
| Compétition     | Vainqueur final | Débute au tour | Place ou tour final | Première rencontre | Dernière rencontre | Nombre |
| --------------- | --------------- | -------------- | ------------------- | ------------------ | ------------------ | ------ |
| Division 2      | AJ Auxerre      | 1re journée    | 12e du Groupe A     | 11 août 1979       | 21 mai 1980        | 34     |
| Coupe de France | AS Monaco       | 6e tour        | 16e de finale       | 15 décembre 1979   | 15 mars 1980       | 5      |

### Division 2 - Groupe B

#### Classement
| Rang | Équipe      | Pts | J  | G  | N  | P  | Bp | Bc | Diff |
| ---- | ----------- | --- | -- | -- | -- | -- | -- | -- | ---- |
| 9    | Angoulême   | 36  | 34 | 9  | 18 | 7  | 38 | 24 | +14  |
| 10   | Dunkerque   | 31  | 34 | 11 | 9  | 14 | 39 | 38 | +1   |
| 11   | Orléans     | 30  | 34 | 9  | 12 | 13 | 34 | 44 | -10  |
| 12   | Quimper     | 29  | 34 | 11 | 7  | 16 | 38 | 54 | -16  |
| 13   | Blois       | 27  | 34 | 9  | 9  | 16 | 28 | 50 | -22  |
| 14   | Châteauroux | 26  | 34 | 8  | 10 | 16 | 42 | 55 | -13  |
| 15   | Limoges     | 26  | 34 | 8  | 10 | 16 | 30 | 44 | -14  |

#### Résultats par journée
| Journée   | 01 | 02 | 03 | 04 | 05 | 06 | 07 | 08 | 09 | 10 | 11 | 12 | 13 | 14 | 15 | 16 | 17 | 18 | 19 | 20 | 21 | 22 | 23 | 24 | 25 | 26 | 27 | 28 | 29 | 30 | 31 | 32 | 33 | 34 |
| --------- | -- | -- | -- | -- | -- | -- | -- | -- | -- | -- | -- | -- | -- | -- | -- | -- | -- | -- | -- | -- | -- | -- | -- | -- | -- | -- | -- | -- | -- | -- | -- | -- | -- | -- |
| Terrain   | E  | D  | E  | D  | E  | E  | D  | E  | D  | E  | D  | E  | D  | E  | D  | E  | D  | E  | D  | E  | D  | D  | E  | D  | E  | D  | E  | D  | E  | D  | E  | D  | E  | D  |
| Résultats | D  | V  | D  | N  | D  | N  | V  | D  | V  | N  | V  | D  | D  | D  | V  | D  | V  | D  | V  | D  | N  | V  | N  | N  | V  | V  | D  | D  | D  | V  | D  | N  | D  | D  |
| Points    | 0  | 2  | 2  | 3  | 3  | 4  | 6  | 6  | 8  | 9  | 11 | 11 | 11 | 11 | 13 | 13 | 15 | 15 | 17 | 17 | 18 | 20 | 21 | 22 | 24 | 26 | 26 | 26 | 26 | 28 | 28 | 29 | 29 | 29 |
| Place     | 18 | 11 | 17 | 14 | 15 | 16 | 11 | 14 | 12 | 12 | 11 | 13 | 13 | 14 | 13 | 13 | 13 | 14 | 13 | 14 | 14 | 12 | 12 | 10 | 10 | 10 | 10 | 10 | 12 | 11 | 12 | 11 | 12 | 12 |

Source : Liste des rencontres

Terrain : D = Domicile ; E = Extérieur. Résultat: D = Défaite ; N = Nul ; V = Victoire.

### Autres références
1. ↑  « Championnat de France Division 2 1978/1979 » (consulté le 30 mars 2022)
2. ↑  « Stade quimpérois 0-2 EA Guingamp » (consulté le 30 mars 2022)
3. ↑  « Evolution du classement du Stade quimpérois 1979/1980 » (consulté le 30 mars 2022)
4. ↑  « Championnat de France Division 2 1979/1980 » (consulté le 30 mars 2022)
5. ↑  « Coupe de France (6e tour) » (consulté le 30 mars 2022)
6. ↑  « Coupe de France (7e tour) » (consulté le 30 mars 2022)
7. ↑  « Coupe de France (32e de finale) » (consulté le 30 mars 2022)
8. ↑  « Résultat Kerfeunteun Quimper 1-2 Paris FC » (consulté le 30 mars 2022)
9. ↑  « Résultat Paris FC 2-0 Kerfeunteun Quimper » (consulté le 30 mars 2022)
10. 1 2  « Stade quimpérois 1979-1980 » (consulté le 26 mars 2022)
11. ↑  « US Orléans et Stade quimpérois - Informations sur les clubs » (consulté le 26 mars 2022)
12. ↑  « Stade quimpérois saison 1979-1980 » (consulté le 26 mars 2022)
13. ↑  « Football - Quimper Cornouaille FC » (consulté le 26 mars 2022)
14. ↑  « Quimper saison 1979 / 1980 » (consulté le 27 mars 2022)
15. ↑  « Les seizièmes (matches aller) » (consulté le 30 mars 2022)